# Samuel Jefferson Chandler
Samuel Jefferson Chandler es un diplomático barbadense.
Desde el 01 de agosto de 2010 es acreditado como embajador en Bruselas, Bélgica.
Desde el 22 de diciembre de 2011 es acreditado como Embajador en París con residencia en Bruselas.
Es representante permanente del gobierno de Barbados ante la Unesco.